# Škobalji
Škobalji su naseljeno mjesto u općini Foči, Republika Srpska, BiH. Sjeverozapadno su Jošanica, a sjeverno Crnetići i Brajkovići. Južno teče rijeka Jošanica. 
Godine 1962. povećani su pripajanjem naselja Vašadića (Sl.list NRBiH, br.47/62).

## Stanovništvo
| Narod     | Popis 1961. | Popis 1971. | Popis 1981. | Popis 1991. |
| --------- | ----------- | ----------- | ----------- | ----------- |
| Hrvati    |             |             |             |             |
| Muslimani |             | 15          | 17          | 8           |
| Srbi      | 152         | 207         | 141         | 91          |
| ostali    |             | 2           |             |             |
| Ukupno    | 152         | 224         | 158         | 99          |